# Liste der Biografien/Dl
Liste der Biografien |
Portal Biografien |
Personensuche
# |
A |
B |
C |
D |
E |
F |
G |
H |
I |
J |
K |
L |
M |
N |
O |
P |
Q |
R |
S |
T |
U |
V |
W |
X |
Y |
Z |
?
 
Da |
Db |
Dc |
Dd |
De |
Dg |
Dh |
Di |
Dj |
Dk |
Dl |
Dm |
Dn |
Do |
Dq |
Dr |
Ds |
Du |
Dv |
Dw |
Dy |
Dz
Die Liste der Biografien führt alle Personen auf, die in der deutschsprachigen Wikipedia einen Artikel haben. Dieses ist eine Teilliste mit 84 Einträgen von Personen, deren Namen mit den Buchstaben „Dl“ beginnt.

## Dl

### Dla
- Dlab, Vlastimil (* 1932), tschechisch-kanadischer Mathematiker
- Dlab, Vlastimil (* 1951), tschechischer Politiker (KSČM)
- Dlabač, Bohumír Jan (1758–1820), Priester der Prämonstratenser
- Dlabaja, Cornelia (* 1981), österreichische Soziologin und Kulturwissenschaftlerin
- Dlabajová, Martina (* 1976), tschechische Politikerin
- Dlabola, Otto (* 1973), tschechischer Eiskunstläufer
- Dladla, Sunnyboy, südafrikanischer Opernsänger (Tenor)
- Dladla, Thuli, eswatinische Politikerin
- Dlagnev, Tervel (* 1985), US-amerikanischer Ringer
- Dlamini III. († 1744), Stammesführer und König von Swasiland (1720–1744)
- Dlamini IV. (1855–1889), König von Swasiland (1875–1889)
- Dlamini, Absalom Themba (* 1950), eswatinischer Politiker und Premierminister
- Dlamini, Ambrose (1968–2020), eswatinischer Politiker und Manager, Premierminister
- Dlamini, Andile (* 1992), südafrikanische Fußballspielerin
- Dlamini, Barnabas Sibusiso (1942–2018), eswatinischer Politiker, Premierminister von Eswatini
- Dlamini, Bheki (* 1952), eswatinischer Premierminister
- Dlamini, Bhekimpi (1924–1999), swasiländischer Politiker, Premierminister von Swasiland
- Dlamini, Bonginkosi (* 1977), südafrikanischer Sänger, Schauspieler und Moderator
- Dlamini, Cleopas, eswatinischer Politiker
- Dlamini, Jameson Mbilini († 2008), eswatinischer Premierminister
- Dlamini, Lucky (1966–2009), eswatinischer Fußballspieler
- Dlamini, Lutfo (* 1960), eswatinischer Politiker
- Dlamini, Luthuli (* 1966), südafrikanischer Schauspieler
- Dlamini, Mabandla (1930–2025), eswatinischer Politiker, Premierminister von Swasiland
- Dlamini, Makhosini (1914–1978), swasiländischer Politiker, Premierminister von Swasiland
- Dlamini, Maphevu (1922–1979), swasiländischer Politiker, Premierminister von Swasiland
- Dlamini, Menzi (* 1971), eswatinischer Leichtathlet
- Dlamini, Mfanukhona (* 1979), eswatinischer Taekwondoin
- Dlamini, Nic (* 1995), südafrikanischer Radrennfahrer
- Dlamini, Obed (1937–2017), swasiländischer Politiker, Premierminister von Swasiland
- Dlamini, Pius Bonaventura (1908–1981), Geistlicher der römisch-katholischen Kirche
- Dlamini, Russell Mmemo (* 1973), eswatinischer PolitikerRussell Mmemo Dlamini (* 1973)

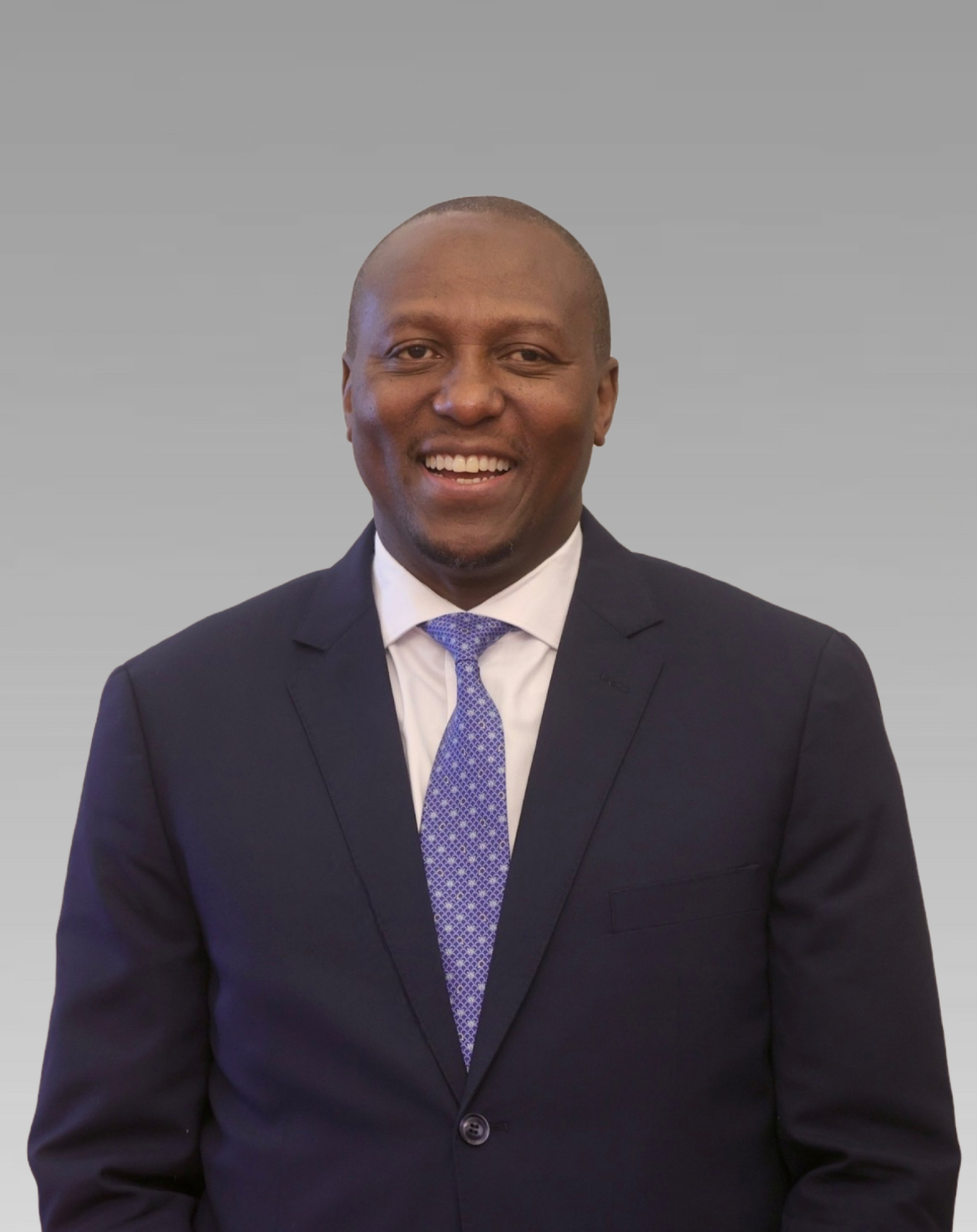
Russell Mmemo Dlamini (* 1973)

- Dlamini, Samuel, eswatinischer Fußballspieler
- Dlamini, Senele (* 1992), eswatinische Schwimmerin
- Dlamini, Simanga (* 1997), eswatinischer Schwimmer
- Dlamini, Sipho (* 1972), eswatinischer Leichtathlet
- Dlamini, Sotsha (1940–2017), swasiländischer Politiker, Premierminister (1986–1989)
- Dlamini, Temalangeni (* 1987), eswatinische Sprinterin
- Dlamini, Thabiso (* 1993), eswatinischer Boxer
- Dlamini, Tsandzile, Prinzessin und Ministerin in Eswatini
- Dlamini, Vusie (* 1958), eswatinischer Leichtathlet
- Dlamini-Zuma, Nkosazana (* 1949), südafrikanische PolitikerinNkosazana Dlamini-Zuma (* 1949)

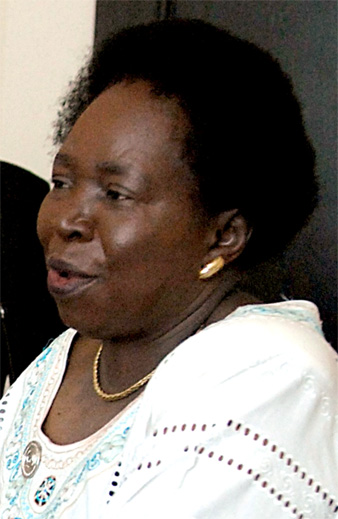
Nkosazana Dlamini-Zuma (* 1949)

- Dlask, Petr (* 1976), tschechischer Cyclocrossfahrer

### Dle
- D’Leo, John (* 1995), US-amerikanischer Schauspieler
- D’León, Oscar (* 1943), venezolanischer Salsa-Musiker

### Dlg
- DLG (* 1990), deutscher Rapper und Musikproduzent

### Dlh
- Dlhopolcová, Lenka (* 1984), slowakische Tennisspielerin

### Dli
- Dlimi, Ahmed (1931–1983), marokkanischer Militär, General der königlich marokkanischen Armee

### Dlo
- Dlodlo, Thando (* 1999), südafrikanischer Sprinter
- Dloschewskyj, Serhij (1889–1930), ukrainischer Klassischer Philologe, Archäologe und Hochschullehrer
- Dlouhy, Kurt (* 1949), österreichischer Dirigent
- Dlouhý, Lukáš (* 1983), tschechischer Tennisspieler
- Dlouhý, Michal (* 1968), tschechischer SchauspielerMichal Dlouhý (* 1968)

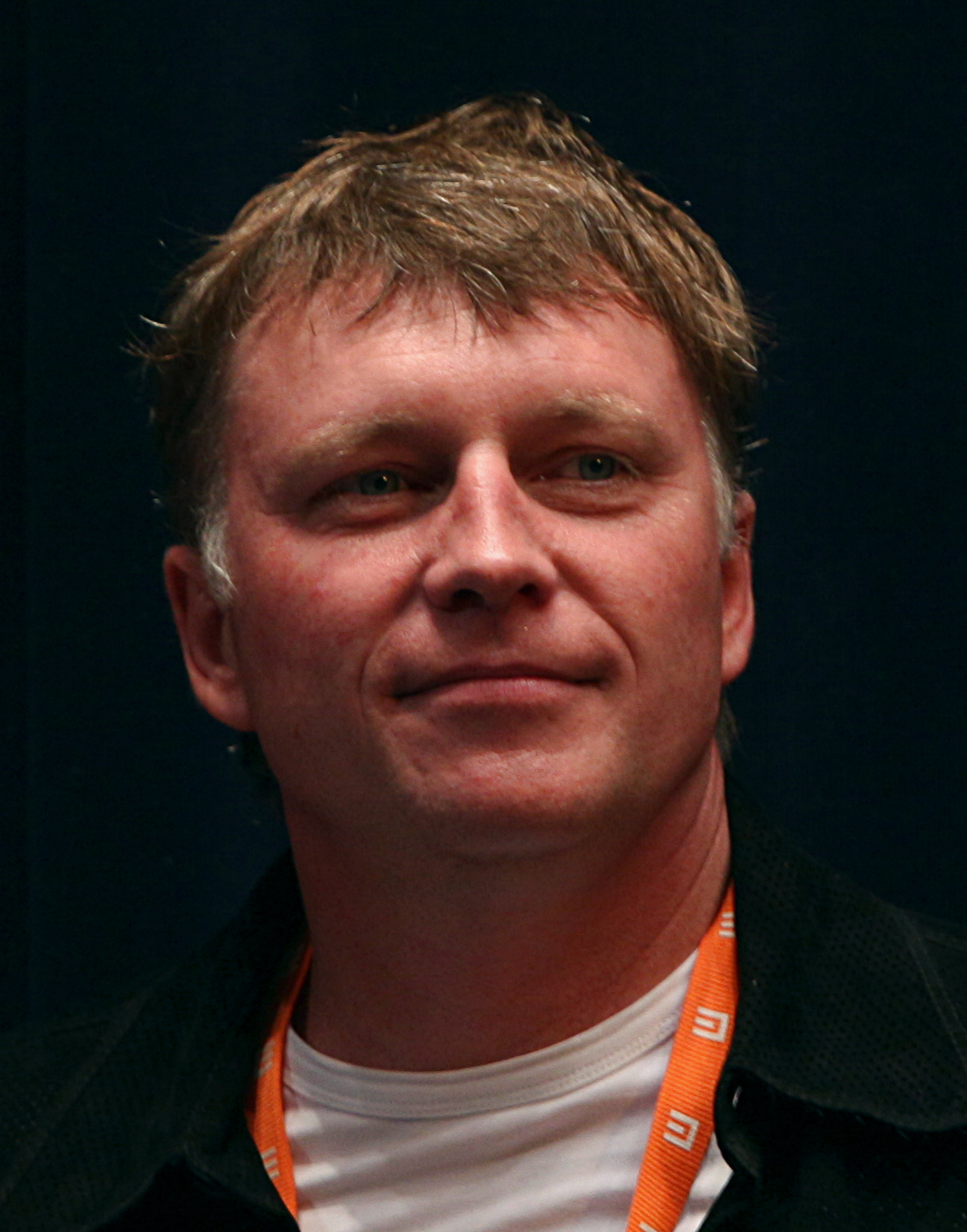
Michal Dlouhý (* 1968)

- Dlouhý, Vladimír (1958–2010), tschechischer Schauspieler

### Dlu
- Dłubak, Zbigniew (1921–2005), polnischer Künstler
- Dlubek, Rolf (1929–2009), deutscher marxistischer Historiker und Editor
- Dludlu, Jimmy, südafrikanischer Gitarrist
- Dludlu, Lomasontfo († 2011), swasiländische Politikerin
- Dlugaiczyk, Alexander (* 1983), deutscher Fußballtorhüter
- Dlugajczyk, Bogdan (* 1964), deutscher Fußballspieler und Trainer
- Dlugi-Winterberg, Gaby (1948–2014), deutsche Fußballspielerin
- Długoborski, Wacław (1926–2021), polnischer Historiker
- Długołęcka, Grażyna (* 1951), polnische Schauspielerin
- Długopolski, Kazimierz (* 1950), polnischer Skispringer
- Długopolski, Krystian (* 1980), polnischer Skispringer
- Długoraj, Wojciech, polnischer Lautenist und Komponist der Spätrenaissance
- Dlugosch, Boris (* 1968), deutscher House-Musiker
- Długosielski, Piotr (* 1977), polnischer Leichtathlet
- Długosz, Antoni (* 1941), polnischer römisch-katholischer Geistlicher, Weihbischof in Tschenstochau
- Długosz, Jan (1415–1480), polnischer Historiker, Diplomat und Chronist
- Długosz, Wiktor (* 2000), polnischer Fußballspieler
- Dlugoszewski, Lucia (1925–2000), US-amerikanische Komponistin und Interpretin
- Dlugy, Maxim (* 1966), US-amerikanischer Schachspieler
- Dluhoš, Ladislav (* 1965), tschechischer Skispringer
- Dluhosch, Barbara, deutsche Wirtschaftswissenschaftlerin
- Dlungwana, Pius Mlungisi (* 1947), südafrikanischer Geistlicher und emeritierter römisch-katholischer Bischof von Mariannhill
- Dłuska, Bronisława (1865–1939), polnische Ärztin und Direktorin des Radiums-Instituts in WarschauBronisława Dłuska (1865–1939)

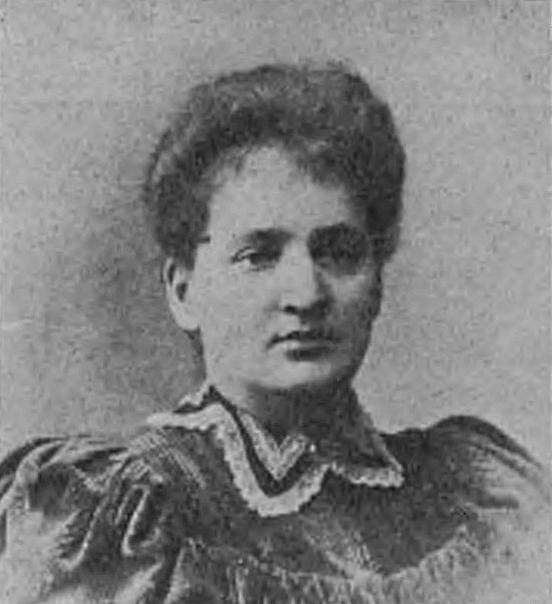
Bronisława Dłuska (1865–1939)

- Dłuska, Helena (1892–1921), polnische Bergsteigerin
- Dłuski, Ostap (1892–1964), polnischer Politiker, Mitglied des Sejm (PZPR), Historiker
- Dłużewska, Małgorzata (* 1958), polnische Ruderin
- Dluzewski, Christina (* 1944), deutsche Politikerin (SPD), Mitglied des Abgeordnetenhauses von Berlin
- Dłużniewski, Andrzej (1939–2012), polnischer Bildhauer
- Dluzniewski, Jürgen (* 1960), deutscher Hörspielautor und -regisseur

### Dly
- D’Lyn, Shae (* 1962), US-amerikanische Schauspielerin